# Các nước Bắc Âu
Các nước Bắc Âu bao gồm Đan Mạch, Phần Lan, Iceland, Na Uy và Thụy Điển cùng các lãnh thổ phụ thuộc là Quần đảo Faroe, Greenland, Svalbard và Quần đảo Åland. Trong tiếng Anh, "Scandinavia" đôi khi cũng được sử dụng như 1 từ đồng nghĩa với các nước Bắc Âu (thường không bao gồm Greenland), song thuật ngữ này chính xác hơn thì chỉ đề cập đến Đan Mạch, Na Uy và Thụy Điển.
5 quốc gia và 4 khu vực tự trị của khu vực chia sẻ nhiều nét lịch sử chung, cũng như các điểm chung trong xã hội, như hệ thống chính trị và mô thức Bắc Âu. Về mặt chính trị, các nước Bắc Âu không hợp thành 1 thực thể riêng biệt, song họ hợp tác với nhau thông qua Hội đồng Bắc Âu. Các nước Bắc Âu có tổng dân số xấp xỉ 25 triệu người, sở hữu diện tích trên 3,5 triệu km² (Greenland chiếm khoảng 60% tổng diện tích).
Mặc dù khu vực không đồng nhất về ngôn ngữ, với 3 nhóm ngôn ngữ không có liên hệ, song di sản ngôn ngữ chung là một trong những yếu tố tạo nên bản sắc Bắc Âu. Các ngôn ngữ Scandinavia lục địa: tiếng Đan Mạch, tiếng Na Uy và tiếng Thụy Điển được xem là hiểu lẫn nhau. Các ngôn ngữ này được dạy trong trường học khắp các nước Bắc Âu; như tiếng Thụy Điển là 1 môn học bắt buộc trong các trường học ở Phần Lan; trong khi tiếng Đan Mạch là bắt buộc trong các trường học tại Iceland, Quần đảo Faroe và Greenland. Các ngôn ngữ Scandinavia cùng với tiếng Faroe và tiếng Iceland đều thuộc nhóm ngôn ngữ German. Tiếng Phần Lan và tiếng Sami thuộc ngữ hệ Ural, chúng được nói ở bắc bộ Na Uy, Thụy Điển, cùng Phần Lan. Tiếng Greenland, 1 ngôn ngữ thuộc ngữ hệ Eskimo-Aleut, được nói tại Greenland.

## Bảng niên đại
| Thế kỷ    | Các thực thể chính trị Bắc Âu | Các thực thể chính trị Bắc Âu | Các thực thể chính trị Bắc Âu | Các thực thể chính trị Bắc Âu | Các thực thể chính trị Bắc Âu     | Các thực thể chính trị Bắc Âu     | Các thực thể chính trị Bắc Âu     | Các thực thể chính trị Bắc Âu    | Các thực thể chính trị Bắc Âu    |
| --------- | ----------------------------- | ----------------------------- | ----------------------------- | ----------------------------- | --------------------------------- | --------------------------------- | --------------------------------- | -------------------------------- | -------------------------------- |
| XXI       | Đan Mạch (EU)                 | Iceland                       | Quần đảo Faroe                | Greenland                     | Na Uy                             | Thụy Điển (EU)                    | Thụy Điển (EU)                    | Åland (EU)                       | Phần Lan (EU)                    |
| XX        | Đan Mạch                      | Iceland                       | Quần đảo Faroe                | Greenland                     | Na Uy                             | Thụy Điển                         | Thụy Điển                         | Åland                            | Phần Lan                         |
| XIX       | Đan Mạch                      | Đan Mạch                      | Đan Mạch                      | Đan Mạch                      | Liên minh giữa Thụy Điển và Na Uy | Liên minh giữa Thụy Điển và Na Uy | Liên minh giữa Thụy Điển và Na Uy | Đại Công quốc Phần Lan thuộc Nga | Đại Công quốc Phần Lan thuộc Nga |
| XVI-XVIII | Đan Mạch-Na Uy                | Đan Mạch-Na Uy                | Đan Mạch-Na Uy                | Đan Mạch-Na Uy                | Đan Mạch-Na Uy                    | Đế quốc Thụy Điển                 | Đế quốc Thụy Điển                 | Đế quốc Thụy Điển                | Đế quốc Thụy Điển                |
| XV        | Liên minh Kalmar              | Liên minh Kalmar              | Liên minh Kalmar              | Liên minh Kalmar              | Liên minh Kalmar                  | Liên minh Kalmar                  | Liên minh Kalmar                  | Liên minh Kalmar                 | Liên minh Kalmar                 |
| XIII-XIV  | Đan Mạch                      | Đế quốc Na Uy                 | Đế quốc Na Uy                 | Đế quốc Na Uy                 | Đế quốc Na Uy                     | Thụy Điển                         | Thụy Điển                         | Thụy Điển                        | Thụy Điển                        |
| XII       | Đan Mạch                      | Quốc gia Tự do Iceland        |                               |                               |                                   | Thụy Điển                         | Thụy Điển                         | Thụy Điển                        | Thụy Điển                        |
| Dân tộc   | người Đan Mạch                | người Iceland¹                | người Faroe¹                  | người Greenland               | người Na Uy                       | người Thụy Điển                   | người Thụy Điển                   | người Thụy Điển                  | người Phần Lan                   |
| Thiểu số  | người Đức                     |                               | người Đan Mạch                | người Na Uy/Đan Mạch          | người Sami/Kven                   | người Phần Lan/Sami               | người Phần Lan                    | người Phần Lan                   | người Thụy Điển/Sami/Karelia     |

- Chú ý: in nghiên thể hiện một lãnh thổ phụ thuộc hoặc khu vực tự trị.
- 1: Những người định cư ban đầu tại Faroe và Iceland có nguồn gốc Bắc Âu (chủ yếu là Na Uy).